# Kream

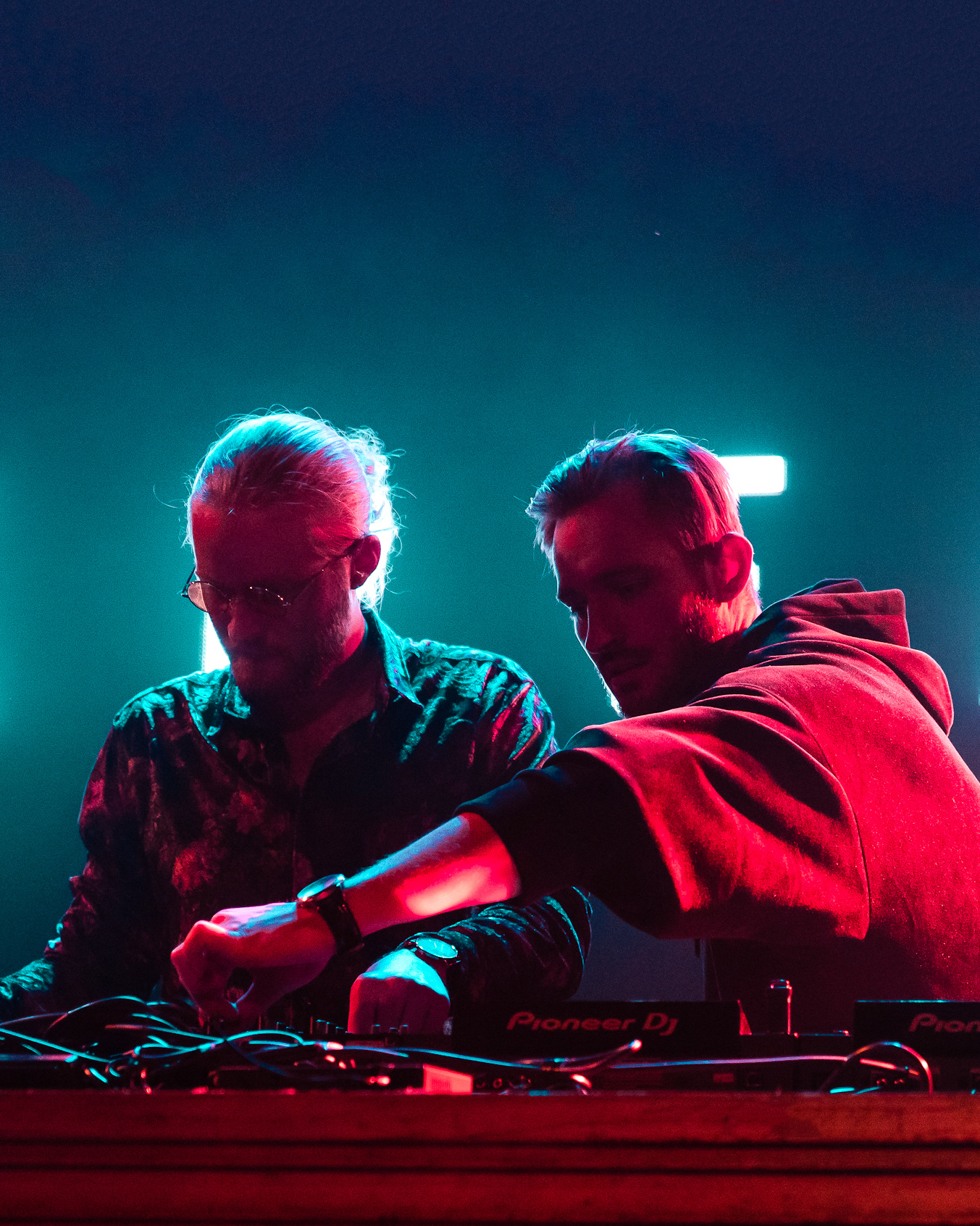
KREAM in New York, 2019

Kream (gestileerd als KREAM) is een Noors dj- en muziekproducerduo, bestaande uit de broers Daniel en Markus Slettebakken uit Bergen. Ze staan bekend om hun energieke mix van deep house, future house en techno.

## Carrière

### 2016–2019
In 2017 tekende KREAM een platencontract bij Atlantic Records en Big Beat Records. Datzelfde jaar brachten ze hun doorbraaknummer "Taped Up Heart" uit, met zang van Clara Mae. Het nummer bereikte de 22e plaats op de Billboard Hot Dance/Electronic Songs Chart.
Taped Up Heart is anno 2024 bijna 100 miljoen keer gestreamd op Spotify.
Op 21 september 2018 bracht KREAM het nummer "Decisions" uit, in samenwerking met de Zweedse zangeres Maia Wright. De track behaalde de 39e plaats op de Billboard Dance Chart.

### 2020–heden

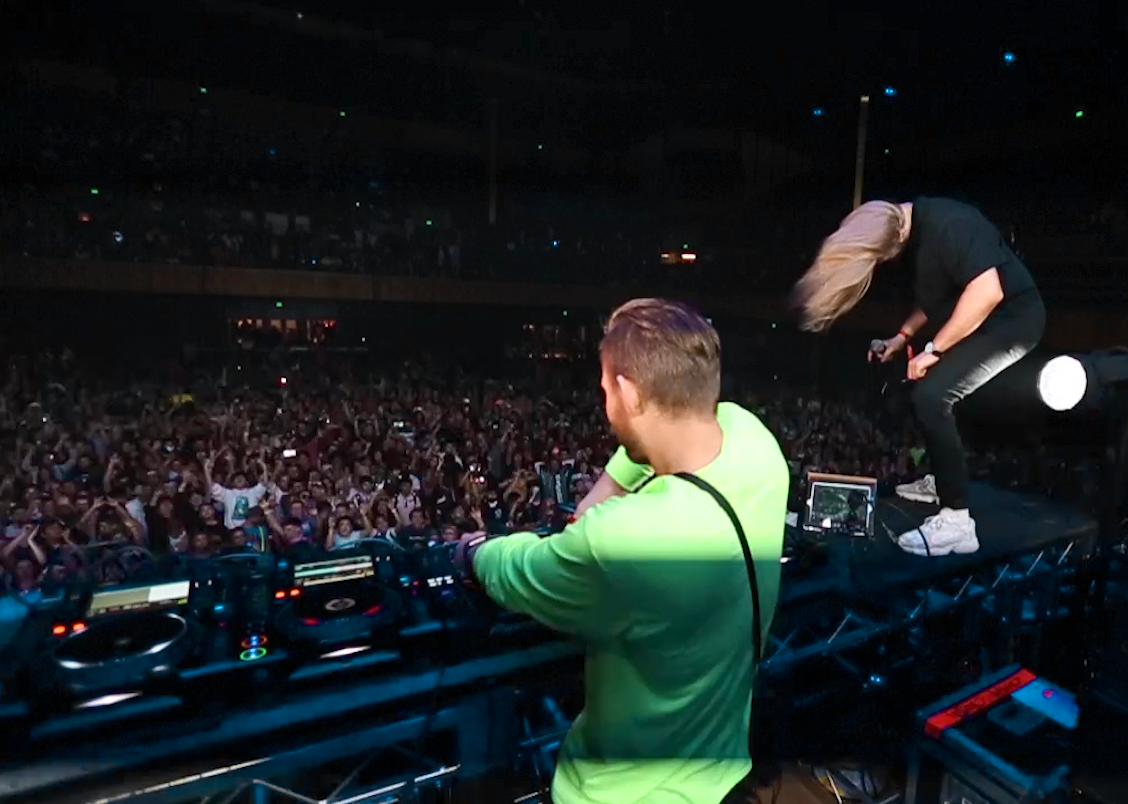
KREAM in het Bill Graham Civic Auditorium in San Francisco (2020)

In 2020 startte KREAM als reactie op de COVID-19-pandemie hun livestreamconcept "LIQUID : LAB". Tijdens deze streams traden ze op vanaf unieke locaties in Noorwegen, variërend van moderne architectuur tot ruige natuurgebieden, wat hen internationale aandacht opleverde.
In december 2020 werd hun single "About You" de eerste Noorse productie die de nummer 1-positie bereikte op de wekelijkse 1001Tracklists chart.
Op 9 december 2022 bracht KREAM hun eerste ep uit, getiteld Reverie. Hierop staan onder meer de eerder uitgebrachte singles "Rendezvous" (met Marlo Rex) en "Chemistry" (met Camden Cox en IDEMI).
In 2023 en 2024 bleven ze actief nieuwe muziek uitbrengen, zoals "Take Control" en "I Need a Miracle", een bewerkte versie van het bekende nummer van Coco Star.